# Забелино (Ленинградская область)
Забелино — деревня в Ефимовском городском поселении Бокситогорского района Ленинградской области.

## История
Деревня Забелина упоминается на карте Новгородского наместничества 1792 года А. М. Вильбрехта.
Деревня Забелино обозначена на семитопографической карте Новгородской губернии 1847 года.

ЗАБЕЛИНО — деревня Забелинского общества, прихода села Озерева.

Крестьянских дворов — 21. Строений — 58, в том числе жилых — 29. 

Число жителей по семейным спискам 1879 г.: 45 м. п., 60 ж. п.; по приходским сведениям 1879 г.: 43 м. п., 56 ж. п.

Сборник Центрального статистического комитета описывал её так:

ЗАБЕЛИНА — деревня бывшая владельческая, дворов — 12, жителей — 79; Часовня, школа, земская почтовая станция. (1885 год)

В конце XIX — начале XX века деревня административно относилась к Тарантаевской волости 5-го земского участка 3-го стана Тихвинского уезда Новгородской губернии.

ЗАБЕЛИНО — деревня Забелинского общества, число дворов — 26, число домов — 46, число жителей: 55 м. п., 63 ж. п.; Занятия жителей: земледелие, лесные заработки. Река Чагода. Часовня, земская школа, земская станция, 2 мелочных лавки. (1910 год)

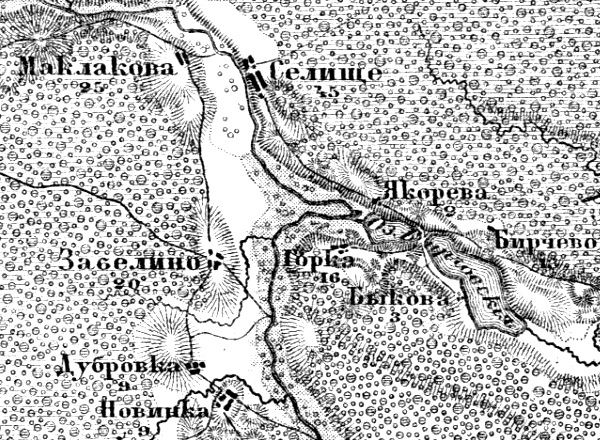
Деревня Забелино на карте 1912 года

Согласно военно-топографической карте Новгородской губернии издания 1912 года деревня Забелино насчитывала 20 крестьянских дворов.
С 1917 по 1918 год деревня входила в состав Тарантаевской волости Тихвинского уезда Новгородской губернии.
С 1918 года в составе Череповецкой губернии.
С 1924 года в составе Соминской волости Устюженского уезда.
С 1927 года в составе Коргорского сельсовета Ефимовского района.
Согласно карте Ленинградской области Северо-западного аэрогеодезического треста ГГУ издания 1932 года деревня насчитывала 16 крестьянских дворов. В деревне находился сельсовет, а на реке Чагода — мукомольная водяная мельница.
По данным 1933 года деревня Забелино являлась административным центром Коргорского карельского национального сельсовета Ефимовского района, в который входили 10 населённых пунктов: деревни Бирючево, Быково, Дубровка, Иванцево, Забелино, Корельская Горка, Маклаково, Новинка, Опоки, Селища, общей численностью населения 1402 человека.
С 1965 года в составе Бокситогорского района. В 1965 году население деревни составляло 129 человек.
По данным 1966 года деревня Забелино также являлась административным центром Коргорского сельсовета Бокситогорского района.
По данным 1973 года деревня Забелино входила в состав Озеревского сельсовета.
По данным 1990 года деревня Забелино входила в состав Климовского сельсовета.
В 1997 году в деревне Забелино Климовской волости проживали 40 человек, в 2002 году — 37 человек (все русские).
В 2007 году в деревне Забелино Климовского СП проживали 40 человек, в 2010 году — 30.
В мае 2019 года Климовское сельское поселение вошло в состав Ефимовского городского поселения.

## География
Деревня расположена в южной части района на автодороге 41К-030 (Забелино — Красная Речка).
Расстояние до деревни Климово — 11 км.
Расстояние до ближайшей железнодорожной станции Ефимовская — 64 км. 
Деревня находится близ правого берега реки Чагода.

## Демография
| 1997 | 2002 | 2007 | 2010 | 2017 |
| ---- | ---- | ---- | ---- | ---- |
| 40   | ↘37  | ↘31  | ↘30  | ↗43  |

### Национальный состав
Согласно данным Всероссийской переписи населения 2021 года в деревне проживал 31 человек, из них:
 русские — 21, карелы — 2, остальные национальность не указали.

## Инфраструктура
На 1 января 2013 года в деревне числилось 15 домохозяйств.